# ماي دبي
ماي دبي هي شركة مقرها دبي تنتج المياه المعبأة في زجاجات. وهي مملوكة من قبل هيئة كهرباء ومياه دبي (ديوا) التي تديرها دبي وهي واحدة من الاستثمارات الرئيسية لهيئة كهرباء ومياه دبي نحو تنويع مصادر إيراداتها. تمتلك هيئة كهرباء ومياه دبي 99٪ من أسهم شركة ماي دبي ، إلا أنها تظل شركة مستقلة ذات مسؤولية محدودة .
تم إطلاق ماي دبي في عام 2012. منحت مجلة Beverage World الأمريكية في عددها الصادر في يوليو 2016 شركة ماي دبي جائزة برونزية في فئة المياه في حفل توزيع جوائز BevStar السنوي السابع. في مايو 2016 ، ذكرت جلف نيوز أن ماي دبي هي المياه المعبأة المفضلة لجميع ركاب طيران الإمارات.
منذ تأسيسها شهدت شركة ماي دبي نمواً متسارعاً لتصبح ثاني أكبر العلامات التجارية في قطاع مياه الشرب في دولة الإمارات العربية المتحدة، وتشارك ماي دبي سنويا في معرض تكنولوجيا المياه والطاقة والبيئة، ويتيكس، الذي يعتبر الأكبر من نوعه اقليميا في مجال تكنولوجبا الطاقة المتجددة وحلول الاستدامة، في سبيل استكشاف حلول جديدة للقضايا البيئية الملحة.

## المنتجات
يرتبط النجاح المبكر لشركة ماي دبي بالقرار المتخذ للمنافسة في فئة المياه المحلية المتميزة. كانت النتيجة تصميمًا فريدًا للزجاجة ، مع شعار باللون الأحمر عندما كانت لدى معظم العلامات التجارية تصميمات مماثلة وتركز على اللون الأزرق.
تتوفر مياه ماي دبي في عبوات صغيرة ومتوسطة الحجم بسعة 1.5 لتر و 500 مل و 330 مل وكذلك في عبوات سعة 5 جالون مخصصة للتوصيل للمنازل والمكاتب ، وأخيراً أكواب بحجم 200 مل و 100 مل. تبيع الشركة المياه المعبأة في زجاجات من خلال العديد من تجار التجزئة وتقدم أيضًا توصيلًا مباشرًا للمستهلكين. منذ أبريل 2015 ، يتوفر ماي دبي في جميع أنحاء الإمارات العربية المتحدة بالإضافة إلى قطر والبحرين وعمان و 13 دولة في آسيا وأوروبا وجنوب إفريقيا.
كما أعلنت ماي دبي،عن إطلاق «ماي دبي القلوية الخالية من الصوديوم»، وهو منتج جديد يجمع لأول مرة خاصيتي ارتفاع قلوية المياه وانعدام الصوديوم ويجمع الصنف الجديد 3 ميزات في مُنتجٍ واحد، فهو يتميز بارتفاع قلويته (معدل pH يبلغ 8.2) وخلوه من مضافات الصوديوم مع الحفاظ على المذاق العذب.

## الاستدامة
قامت شركة ماي دبي باتخاذ العديد من الإجراءات التي من شأنها ضمات المسؤولية الاجتماعية للشركات(CSR) في جميع جوانب ومراحل عملياتها ومنها:
- الطاقة الشمسية: المصنع مجهز بثاني أكبر سقف ألواح طاقة شمسية في العالم، وبالتالي فإن تغذية عملية الإنتاج برمتها تتم بواسطة الطاقة الشمسية. مع أكثر من 52.086 لوح طاقة شمسية تعادل مساحة 14 ملعب كرة قدم، ساهمت في توفير أكثر من 15500 طن متري من ثاني أكسيد الكربون في عام 2020 مما كان له دور في الحفاظ على 1.2 مليون شجرة.
- إعادة التدوير: تستخدم الشركة عبوات مياه مصنوعة من مواد معاد تدويرها كما تشارك في جميع الفعاليات الهادفة إلى جمع العبوات البلاستيكية وإعادة تدويرها مثل مبادرة (عبوات ببساطة ) لإعادة التدوير في المدارس والتي تهدف إلى زيادة معدل إعادة تدوير العبوات عبر تشجيع الطلاب وتثقيفهم ومشاركتهم في إعادة التدوير.[10]

## إنجازات وجوائز
- نجحت «ماي دبي» في الحصول على تصنيف 5 نجوم، بموجب تدقيق أفضل الممارسات في مجال الصحة والسلامة المهنية، والذي أجراه مجلس السلامة البريطاني.[11]

- فازت«ماي دبي» بجائزة «أفضل مصنع في دبي في سلامة الغذاء»، كما حصلت على شهادة «امتياز» وهي أعلى تصنيف يعطى في سنة 2015. وأشادت اللجنة المختصة بالمجهود الذي تقوم به الشركة في تطبيق أعلى معايير الجودة وأفضل أنظمة إدارة سلامة الغذاء. وذلك خلال فعاليات مؤتمر دبي العالمي لسلامة الأغذية الذي نظمته بلدية دبي[12]
- في عام 2022 نالت “ماي دبي”،شهادتي “بلدية دبي” من المستوى الأعلى، تقديراً لجهود الشركة في ضمان أمان ونظافة بيئة العمل. وحصلت “ماي دبي” على شهادة الدرجة الذهبية الأولى في فئة سلامة الغذاء لمنشأة الشركة التصنيعية، وشهادة التقييم الأعلى من الدرجة الأولى الذهبي الأعلى” في فئة الصحة والسلامة لسكن العمال في القدرة.[13]